# Pihiella
Pihiella, monotipski rod crvenih algi koji čini samostalnu porodicu Pihiellaceae i red Pihiellales. Jedina vrsta je morska alga P. liagoraciphila
Prikupljeni primjerci holotipa su s Havaja; plaža Mokulë’ia, kod sjeverne obale otoka Oahu.